# فهرست تالارهای اپرای جهان
بنا بر تعریف دانشنامه بریتانیکا، «اپرا، نمایشی روی صحنه است که در تمام درازایش با موسیقی همراه است؛ به‌‌سبک قطعات آوازی و همراهی سازهای ارکستر و معمولاً با پیش‌نوا و میان‌قطعه».
همچنین بنا بر تعریف واژه‌نامه مریام-وبستر، «تالار اپرا، آمفی‌تئاتری است که ویژهٔ نمایش‌های اپرایی ساخته‌ شده‌است»؛ این واژه‌نامه، اولین استفاده از ترکیب تالار اپرا را به سال ۱۷۲۰ میلادی نسبت می‌دهد.
طبق تعاریف بالا، تالار اپرا باید هم برای بازیگران و هم برای یک ارکستر کامل، جا داشته‌باشد. در تالارهای اپرایی که از ابتدا به‌همین منظور ساخته شده‌اند، مکان قرارگیری ارکستر، در فضایی روباز زیر صحنهٔ اصلی است؛ به‌ترتیبی که همزمان با اجرای اپرا و خواندن آوازها توسط خوانندگان، نوازندگان ارکستر هم بدون اینکه در دید تماشاگران باشند، اجرا را همراهی می‌کنند. البته تالارهای دیگری هستند که این قابلیت را ندارند ولی موسیقی غیرزنده دارند و با اغماض، تالار اپرا نامیده می‌شوند.
این مقاله، فهرستی از تالارهای اپرا مشهور است که بر اساس قاره و سپس بر اساس کشور و شهر چینش شده‌است.

## آسیا
آذربایجان
• آکادمی ملی اپرا و تئاتر باله آذربایجان، باکو
ارمنستان
• تالار آکادمی ملی اپرا و باله آلکساندر اسپنداریان، ایروان
ازبکستان
• تئاتر نوایی، تاشکند
اسرائیل
•مرکز هنرهای نمایشی تل‌آویو، تل‌آویو
اندونزی
• اولا سیمفونیا، جاکارتا
• ساختمان هنر جاکارتا، جاکارتا
• تالار تئاتر تامان اسماعیل مارزوکی، جاکارتا
• سالن کنسرت اوسمار اسماعیل، جاکارتا
امارات متحده عربی
• اپرای دبی، دبی
ایران
• تالار وحدت، تهران
تاجیکستان
• تئاتر اپرا و باله آینی، دوشنبه
تایلند
• مرکز فرهنگی تایلند، بانکوک
تایوان
• تئاتر ملی تایچونگ، تایچونگ
• تئاتر و سالن کنسرت ملی تایپه، تایپه
ترکیه
• تالار اپرا آنکارا، آنکارا
• مرکز فرهنگی آتاتورک، میدان تکسیم، استانبول
• باله و اپرای دولتی آنتالیا، آنتالیا
• اپرای شهر، اسکی‌شهر
• باله و اپرای دولتی ازمیر، ازمیر
• سالن لیلا گنجر، آنکارا
• مرسین هالکوی، مرسین
• سالن اپرت، آنکارا
• تالار اپرا ثریا، کادی‌‌کوی، استانبول
• باله و تئاتر دولتی سامسون، سامسون
چین
- تئاتر قرن، پکن
- مرکز ملی هنرهای نمایشی چین
- تئاتر پلی، پکن
- تالار اپرا ژنگیچی، پکن
- خانه اپرای گوانگ‌ژو، گوانگ‌ژو
- تئاتر بیلی، گوانگ‌ژو
- تئاتر شماره ۱۳، گوانگ‌ژو
- تئاتر دوستی، گوانگ‌ژو
- تئاتر هوانگ‌هواگانگ، گوانگ‌ژو
- تئاتر جیانگان، گوانگ‌ژو
- تئاتر بزرگ هانگژو، هانگژو
- تئاتر بزرگ هاربین، هاربین
- تئاتر بزرگ شانگهای، شانگهای
- تئاتر تیانچان، شانگهای
- تئاتر اپرای شانگهای، شانگهای
- مرکز هنرهای شرقی شانگهای، شانگهای

ژاپن
• مرکز هنری آیچی، ناگویا
• تالار بیواکو، اوتسو، شیگا
• تالار بونکامورا، توکیو
• تالار کاناگاو کنمین، یوکوهاما
• تئاتر ملی جدید توکیو، توکیو
• تالار ان‌اچ‌کی، توکیو
• تالار بونکا کایکان، توکیو
• مرکز هنری یوکوسوکا، یوکوسوکا، کاناگاوا
سنگاپور
• اسپلنید – تماشاخانه کنار خلیج
• تالار کنسرت و تئاتر ویکتوریا
سوریه
• خانه اپرای دمشق
عمان
• تالار اپرای سلطنتی مسقط
فیلیپین
• مجموعه مرکز فرهنگی فیلیپین، مانیل
• تالار اپرای بزرگ مانیل
قزاقستان
• تالار اپرای آبای، آلماتی
• کاخ صلح و دوستی، آستانه
• تالار اپرای آستانه
کره جنوبی
• تالار اپرای دئگو، دئگو
• تئاتر ملی کره، سئول
• مرکژ هنری سئول
• مرکز هنری سئونگنام، سئونگنام
کویت
• مرکز فرهنگی شیخ جابر الاحمد، کویت
مالزی
• ایستانا بودایا، کوالا لامپور
مغولستان
• تئاتر اپرا و باله ملی مغولستان، اولان‌باتور
ویتنام
• تالار اپرای هایفونگ، هایفونگ
• خانه اپرای هانوی، هانوی
• تئاتر شهرداری هوشی‌مین، هوشی‌مین
هند
• خانه اپرای سلطنتی، مومبای
• تئاتر جمشید بابا، مومبای
هنگ‌ کنگ
• تئاتر سان‌بیم، هنگ کنگ
• تئاتر شهر تسوئن‌وان، تسوئن‌وان

## آفریقا
تونس
- تئاتر ملی تونس، شهر تونس

## آمریکای جنوبی
برزیل
- تئاتر شهرداری سائو پائولو، سائو پائولو

ونزوئلا
- تئاتر ترسا کارنو، کاراکاس

## آمریکای شمالی
ایالات متحده آمریکا
- دوروتی چندلر پاویون، (اپرای لس آنجلس)،  لس آنجلس
- مرکز هنرهای نمایشی جان اف کندی، واشنگتن دی سی
- مرکز یادبود جنگ و هنرهای نمایشی سان‌فرانسیسکو، سان‌فرانسیسکو
- تالار دیوید اچ. کوک، نیویورک سیتی

کاستاریکا
- تئاتر ملی کاستاریکا

## اروپا
آلمان
- تالار اپرای بایرویت، بایرویت
- خانه اپرای مارگریویال، بایرویت
- تئاتر برمن، برمن
- اپرای فرانکفورت، فرانکفورت
- الب‌فیل‌هارمونی، هامبورگ

اتریش
- اپرا دولتی وین، وین

اسپانیا
- ادیتوریوم و مرکز همایش کورسال، سن سباستین

استونی
- اپرا ملی استونی، تالین
- وانموینه، تارتو

انگلستان
- تالار اپرای سلطنتی لندن، لندن
- کولیسئوم لندن، لندن
- گرند اپرا هاوس یورک، یورک

اوکراین
- اپرا و تماشاخانه باله اودسا، اودسا
- اپرای ملی اوکراین، کی‌یف

ایتالیا
- لا اسکالا، میلان
- تئاتر سان کارلو، ناپل
- تماشاخانه ورونا، ورونا
- لا فنیچه، ونیز

پرتغال
- کازا دا موزیکا، پرتو

جمهوری چک
- تئاتر ملی پراگ، پراگ

دانمارک
- تالار اپرای کپنهاگ، کپنهاگ

فدراسیون روسیه
• تالار بولشوی، مسکو
• تالار مارینسکی، سنت پترزبورگ
سوئد
- اپرا نورلندز، اومئو

سوئیس
- سالن تئاتر برن، برن
- تئاتر بزرگ ژنو، ژنو
- خانه اپرای لوزان، لوزان
- خانه اپرای زوریخ، زوریخ
- تئاتر سنت گالن، سنت گالن
- تئاتر بازل، بازل

فرانسه
- اپرا باستی، پاریس
- کاخ گارنیه، پاریس
- تئاتر دو شاتله، پاریس

فنلاند
- اپرا و باله ملی فنلاند، هلسینکی

کرواسی
- تئاتر ملی کرواسی، زاگرب

لتونی
- اپرای ملی لتونی، ریگا

لهستان
- اپرا کراکوفسکا، کراکوف

مالت
- خانه اوپرا سلطنتی والتا، والتا

نروژ
- اپرا و باله ملی نروژ، اسلو

## اقیانوسیه
استرالیا
- تالار اپرای سیدنی، سیدنی